# زیردریایی موشک بالستیک

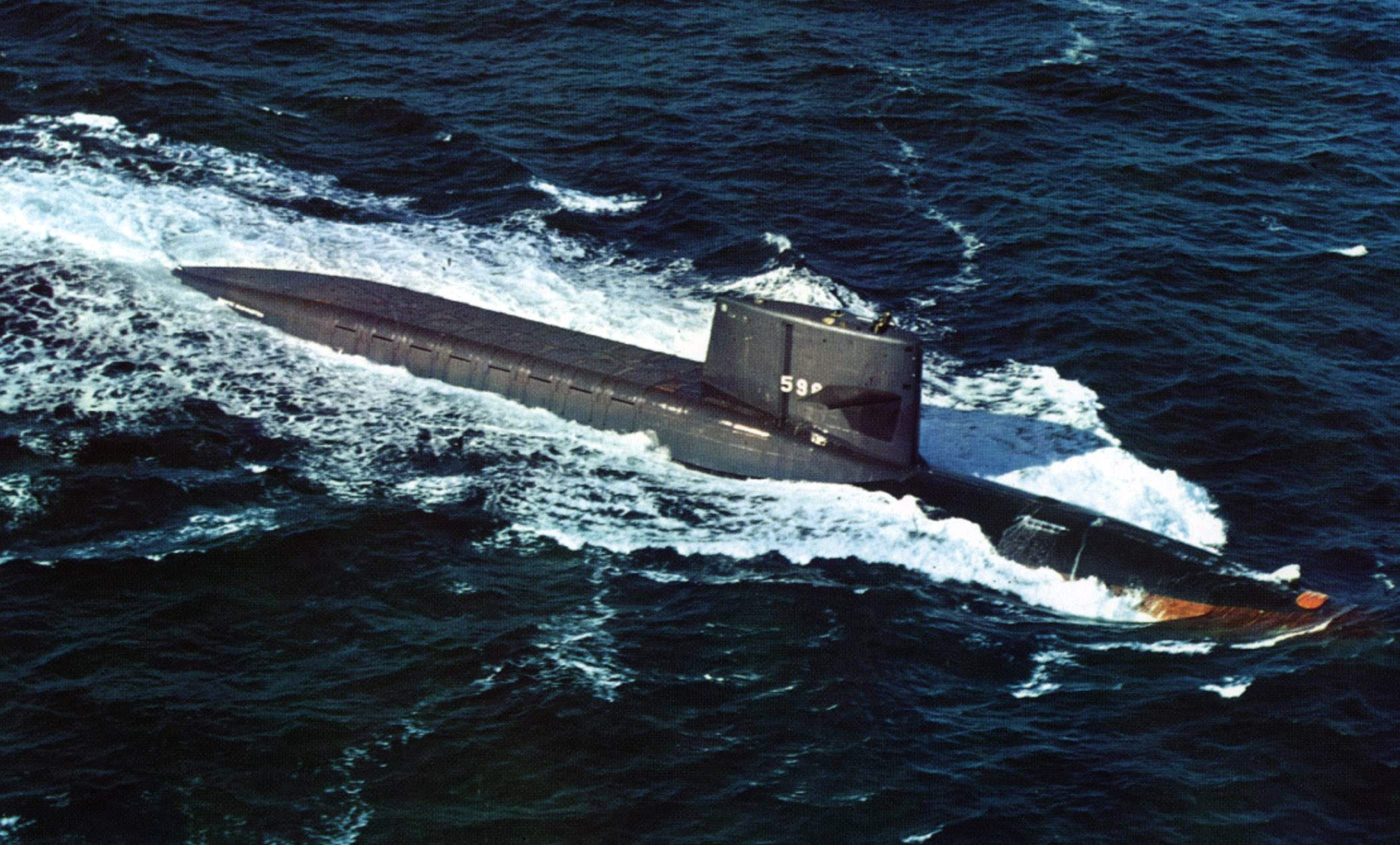
USS George Washington (SSBN-598) - زیردریایی اصلی کلاس نخست زیردریایی‌های موشک بالستیک ناوگان نیروی دریایی ایالات متحده (SSBN). جورج واشینگتن نخستین ابزار بازدارندگی استراتژیک چند موشکی با موتور هسته‌ای بود که توسط یک نیروی دریایی به‌کار گرفته شد.

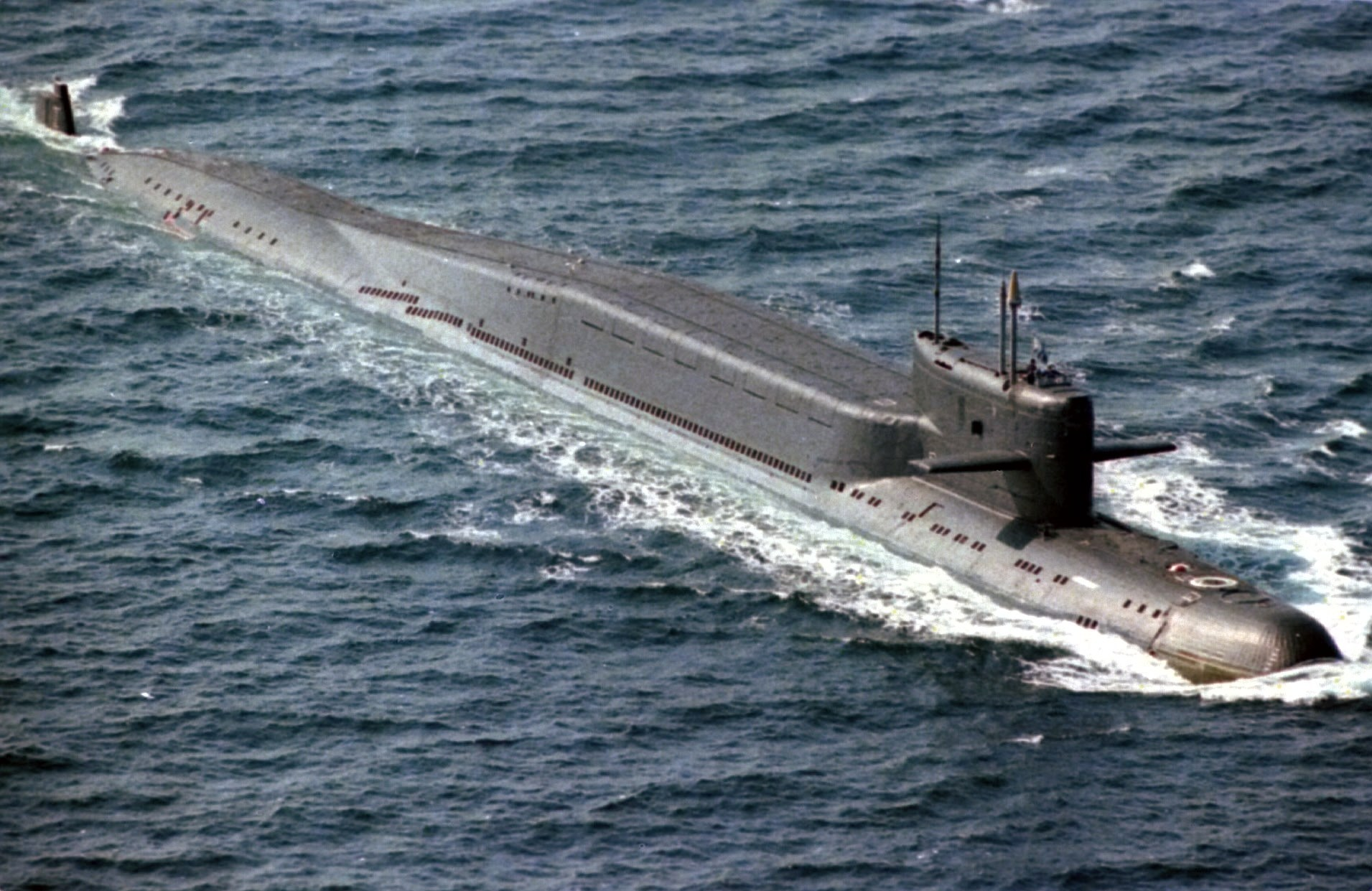
زیردریایی موشک بالستیک هسته‌ای پروژه 667BD (کلاس دلتا II) شوروی

زیردریایی موشک بالستیک یک کلاس از زیردریایی‌ها است که قادر به استقرار موشک بالیستیک مبتنی بر زیردریایی (SLBM) با کلاهک هسته‌ای است. نمادهای طبقه‌بندی بدنهٔ نیروی دریایی ایالات متحده برای زیردریایی‌های موشک بالستیک، SSB و SSBN هستند - SS نشان‌دهندهٔ زیردریایی، B نشان‌دهندهٔ موشک بالستیک، و N نشان‌دهندهٔ این است که زیردریایی، زیردریایی هسته‌ای است. این زیردریایی‌ها به‌دلیل قابلیت بازدارندگی هسته‌ای خود به یک سیستم تسلیحاتی اصلی در جنگ سرد تبدیل شدند. آن‌ها می‌توانند موشک‌هایی را در فاصلهٔ هزاران کیلومتری از اهداف خود شلیک کنند.
استقرار زیردریایی‌های موشک بالستیک تحت سلطهٔ ایالات متحده و روسیه است (پس از فروپاشی اتحاد جماهیر شوروی). تعداد کمتری در خدمت فرانسه، بریتانیا، چین و هند است. کره شمالی نیز مشکوک به داشتن یک زیردریایی موشک بالستیک آزمایشی است.

## کلاس‌های فعال
- نیروی دریایی فرانسه
  - زیردریایی کلاس تریومفان – ۴ فروند فعال
- نیروی دریایی ارتش آزادی‌بخش خلق
  - زیردریایی تیپ ۰۹۲ – ۱ فروند فعال
  - زیردریایی تیپ ۰۹۴ – ۶ فروند فعال[۳][۴][۵]
- نیروی دریایی هند
  - زیردریایی کلاس آریهانت – ۲ فروند فعال.[۶]
- نیروی دریایی خلق کره (احتمالی)[۷]
  - Sinpo-class submarine – یک فروند فعال
- نیروی دریایی روسیه
  - زیردریایی کلاس بری – ۵ فروند فعال.[۸]
  - زیردریایی کلاس دلتا – ۶ فروند فعال
- نیروی دریایی پادشاهی بریتانیا
  - زیردریایی کلاس ونگارد – ۴ فروند فعال
- نیروی دریایی ایالات متحده آمریکا
  - زیردریایی کلاس اوهایو – ۱۴ فروند

## کلاس‌های در حال توسعه
- نیروی دریایی فرانسه
  - SNLE 3G – 4 برنامه‌ریزی شده[۹]
- نیروی دریایی ارتش آزادی‌بخش خلق
  - تیپ ۰۹۶
- نیروی دریایی هند
  - S5 کلاس – 3 فروند برنامه‌ریزی شده[۱۰][۱۱][۱۲]
- نیروی دریایی پادشاهی بریتانیا
  -  Dreadnought کلاس ۴ فروند برنامه‌ریزی شده[۱۳][۱۴][۱۵][۱۶]
- نیروی دریایی ایالات متحده آمریکا
  -  Columbia کلاس - 12 فروند برنامه‌ریزی شده[۱۷][۱۸][۱۹]

## کلاس‌های بازنشسته‌شده
نیروی دریایی فرانسه
- زیردریایی ریدوتابل (اس۶۱۱)

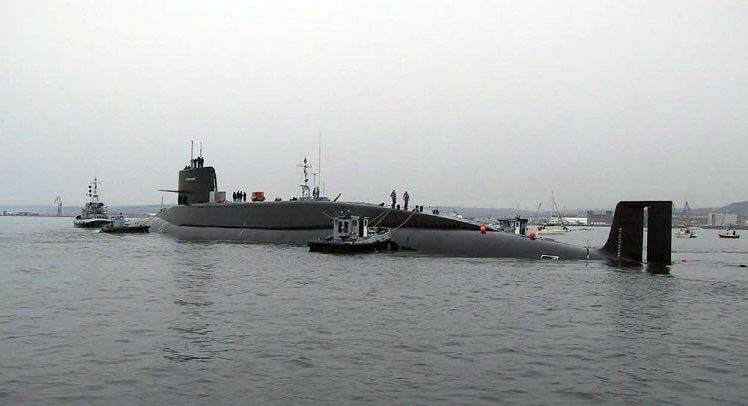
زیردریایی فرانسوی ریدوتابل

/ نیروی دریایی شوروی / نیروی دریایی روسیه
- کلاس زولو V (با یک نمونهٔ اولیهٔ زولو IV) (دیزلی)
- گلف کلاس I (دیزلی)
- کلاس گلف II (دیزلی)
- زیردریایی کلاس هتل
- هتل کلاس II
- کلاس یانکی
- کلاس یانکی II
- کلاس دلتا I
- کلاس دلتا II
- زیردریایی کلاس تایفون

 نیروی دریایی پادشاهی بریتانیا
- زیردریایی کلاس رزولوشن

 نیروی دریایی ایالات متحده آمریکا
- زیردریایی کلاس جرج واشینگتن
- زیردریایی کلاس ایثن الن
- زیردریایی کلاس لافایت
- زیردریایی کلاس جیمز مدیسون
- زیردریایی کلاس بنجامین فرانکلین

این پنج کلاس در مجموع با عنوان «۴۱ برای آزادی» شناخته می‌شوند.

## سوانح
در ۴ فوریهٔ ۲۰۰۹، زیردریایی تریومفانت (اس۶۱۶) بریتانیا و اچ‌ام‌اس ونگارد (اس۲۸) فرانسوی در اقیانوس اطلس با هم برخورد کردند. ونگارد به Faslane در اسکاتلند، با نیروی محرکهٔ خود بازگشت، و تریومفانت به برتاین رفت.